# Smoot
El smoot (pronunciación en inglés: /ˈsmuːt/) es una unidad de longitud no estándar de carácter humorístico, creada en Boston en 1958 como parte de una broma ideada por los miembros de una fraternidad del Instituto de Tecnología de Massachusetts (MIT). Lleva el nombre de Oliver R. Smoot, un estudiante de la fraternidad Lambda Chi Alpha, que en octubre de 1958 se tumbó repetidamente sobre el puente de Harvard (entre Boston y Cambridge, Massachusetts) para que sus compañeros de la fraternidad pudieran usar su altura con el propósito de medir la longitud del puente.

## Descripción de la unidad

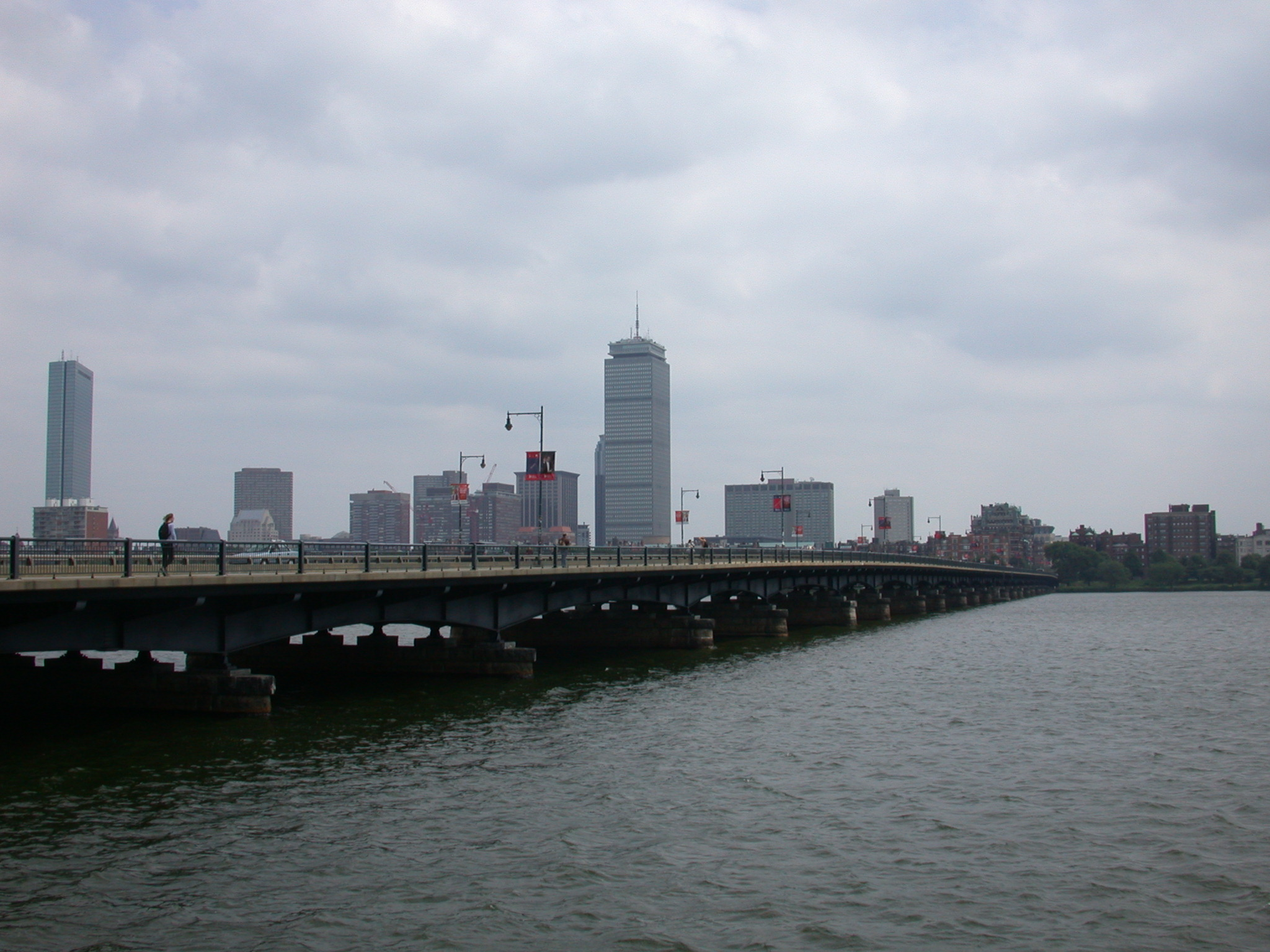
El puente de Harvard, mirando hacia Boston

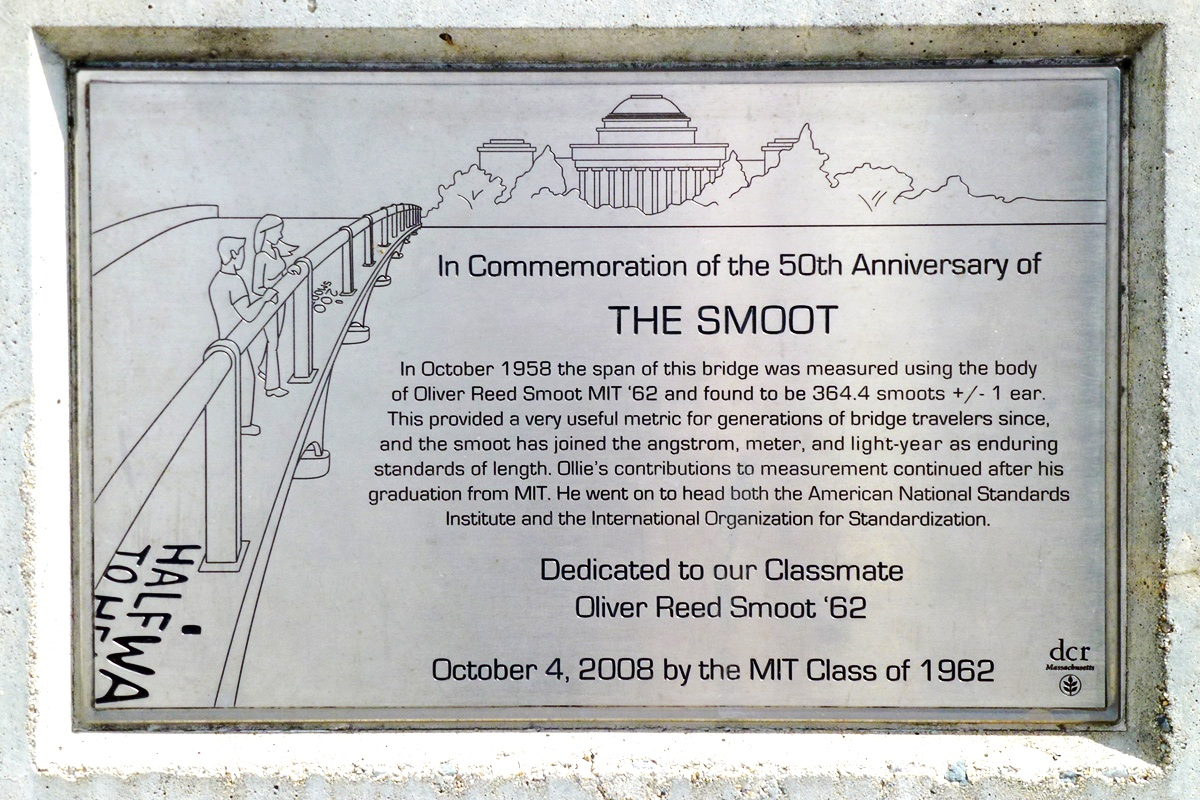
Placa en el puente de Harvard en Boston, Massachusetts, que describe el smoot

Un smoot es igual a la altura de Oliver Smoot en el momento de la broma: 5 pies y 7 pulgadas (1,70 m). La longitud del puente se midió en 364,4 smoots (620,1 m) más o menos una oreja, con el "más o menos" destinado a expresar la incertidumbre de la medición. A lo largo de los años, la parte "o menos" se ha obviado en muchas citas, incluidas las marcas en el propio puente, pero ahora ha sido grabada en la piedra por iniciativa de la promoción de Smoot en el MIT.

## Historia

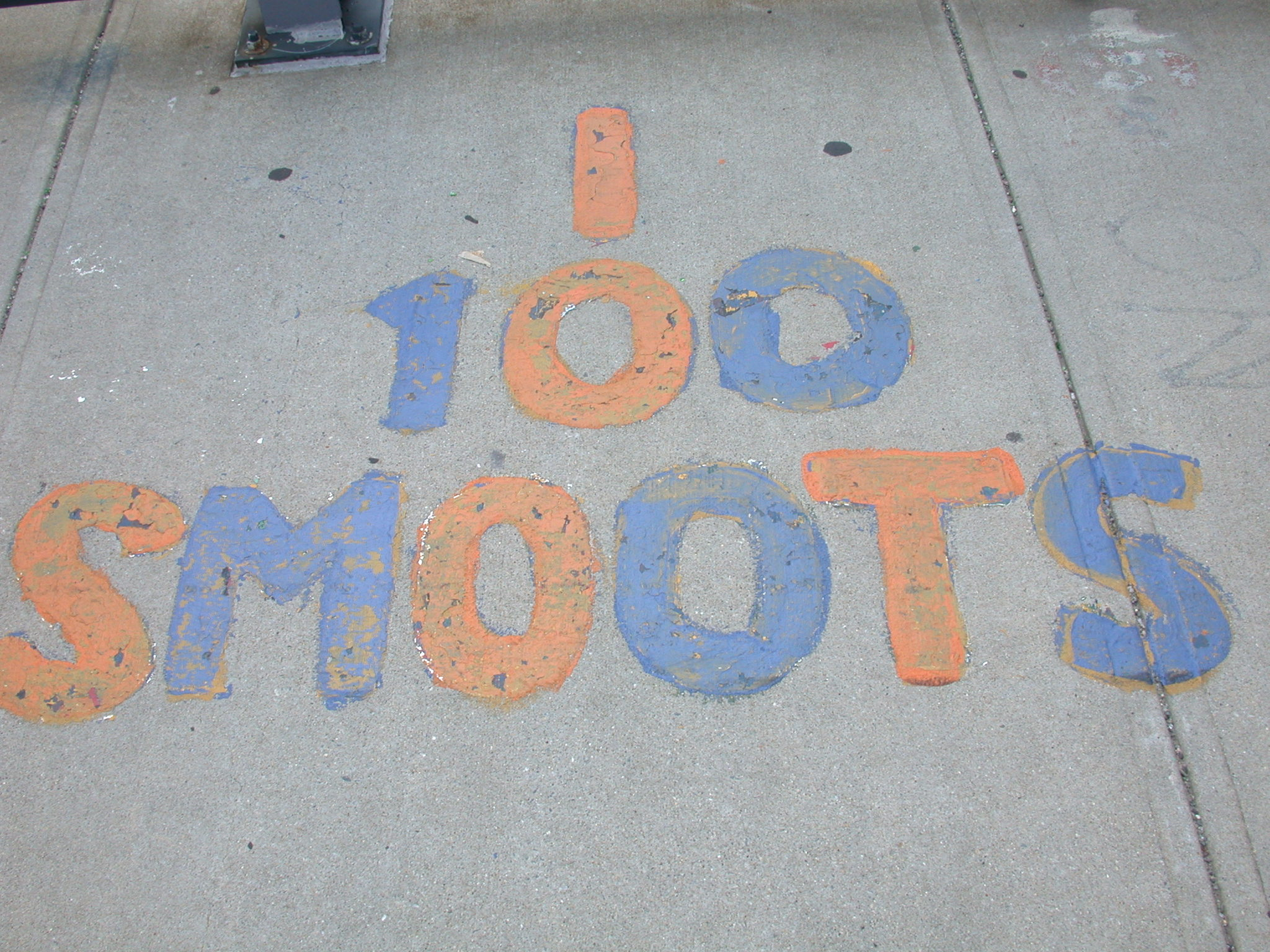
La marca de 100 smoots

Para utilizar el smoot como una unidad de medida, Oliver Smoot se recostó repetidamente en el puente, dejó que sus compañeros marcaran su nueva posición con tiza o pintura, y luego se levantaba de nuevo. Finalmente, se cansó de todo este ejercicio y, posteriormente, los hermanos de la fraternidad lo izaban y lo depositaban en cada nueva posición.
Oliver Smoot, primo del ganador del Premio Nobel George Smoot, se graduó en el MIT con la promoción de 1962. Convertido en abogado, pasó a ser presidente del American National Standards Institute (ANSI, 2001-2002) y posteriormente, alcanzó la presidencia de la Organización Internacional de Normalización (ISO, 2003-2004). El quincuagésimo aniversario de la broma se conmemoró en el MIT el 4 de octubre de 2008 como el Día de Celebración del Smoot, al que asistió como invitado el propio Smoot.
En 2011, "smoot" fue una de las 10.000 nuevas palabras agregadas a la quinta edición del American Heritage Dictionary.
El 7 de mayo de 2016, Oliver Smoot ofició como Gran Mariscal del desfile de exalumnos al otro lado del puente, celebrando el centenario de la mudanza del MIT de Boston a Cambridge.

## Uso práctico

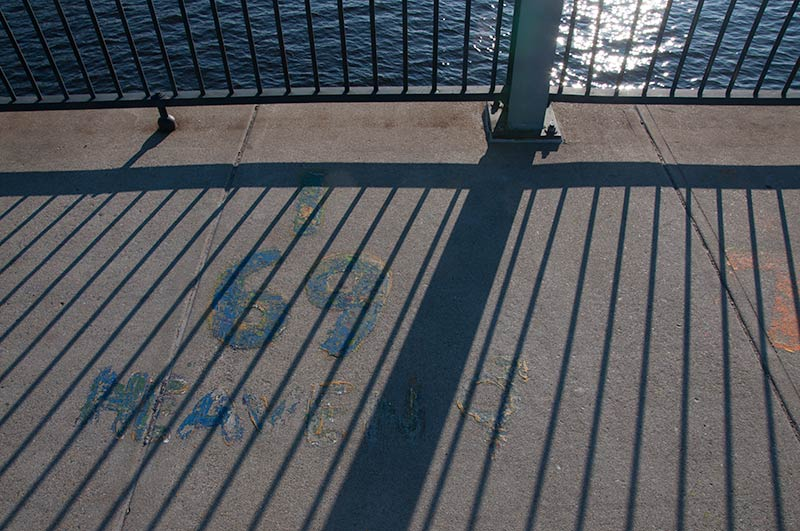
Marca de 69 smoots en el lado aguas arriba (oeste) del puente de Harvard

El puente está pintado con marcas que indican la cantidad de smoots de distancia que hay desde donde comienza la acera en la orilla del lado de Boston del río. Las marcas son repintadas cada semestre (en una especie de novatada) por los nuevos miembros asociados de Lambda Chi Alpha.
Las marcas suelen aparecer cada 10 smoots, pero aparecen marcas adicionales en otros números intermedios. Por ejemplo, la marca de 70 smoots está acompañada por la marca de los 69. La marca de los 182.2 smoots está acompañada por las palabras "Halfway to Hell" ("a medio camino del infierno") y una flecha que apunta hacia el MIT. Cada promoción también pinta una marca especial para conmemorar su año de graduación.
Las marcas han sido bien aceptadas por el público, en la medida en que durante las renovaciones del puente que tuvieron lugar en la década de 1980, el departamento de la Policía de Cambridge solicitó que se restauraran, ya que se utilizaban de forma habitual en los informes policiales para identificar las ubicaciones en el puente. Los miembros del Departamento de Carreteras de Massachusetts encargados del mantenimiento del puente fueron un paso más adelante, disponiendo las juntas de la superficie de cemento de la acera cada 5 pies y 7 pulgadas (1,70 m), a intervalos de 1 smoot, en lugar de la distancia convencional entre juntas de 6 pies (1,82 m). El capítulo Lambda Zeta (MIT) de Lambda Chi Alpha, que creó las marcas de smoot, continúa repintándolas una o dos veces al año.
La calculadora de Google también incorpora smoots, que miden exactamente 67 pulgadas (170,18 cm). Google también usó el smoot como una unidad de medida opcional en su software Google Earth y en la herramienta de medición de distancias de Google Maps. Sin embargo, en 2014, introdujo una nueva interfaz de Maps con una herramienta de medición que proporciona distancias en pies/millas y metros/kilómetros. 
La estación de radio universitaria del MIT, WMBR, transmite en una longitud de onda de 2 smoots (88.1 MHz).

### En inglés
- The Smoot as a unit of length
- «Smoot». Sizes.com. Consultado el 8 de julio de 2010.
- The Smoot story, in Oliver Smoot's own words
- Artículo sobre el Museo del MIT, con fotos en the Wayback Machine (archivado el 6 de agosto de 1997)
- A December, 2005 National Public Radio Interview with Oliver Smoot upon his retirement.
- What's A Smoot? NPR.org

- Datos: Q2095762
- Multimedia: Harvard Bridge Smoot measurements / Q2095762